# سو أبتون
سو أبتون (بالإنجليزية: Sue Upton)‏ هي راقصة وممثلة بريطانية، ولدت في 9 نوفمبر 1954 في Chadwell Heath ‏ في المملكة المتحدة.

## وصلات خارجية
- الموقع الرسمي
- سو أبتون على موقع IMDb (الإنجليزية)
- سو أبتون على موقع قاعدة بيانات الفيلم (الإنجليزية)
- سو أبتون على موقع كينوبويسك (الروسية)